# Distrito de Bełchatów
Bełchatów (polaco: powiat bełchatowski) es un distrito (powiat) del voivodato de Łódź (Polonia). Fue constituido el 1 de enero de 1999 como resultado de la reforma del gobierno local de Polonia aprobada el año anterior. Limita con otros seis distritos de Łódź: al norte con Pabianice, al este con Piotrków, al sur con Radomsko y Pajęczno y al oeste con Wieluń y Łask; y está dividido en ocho municipios (gmina): uno urbano (Bełchatów), otro urbano-rural (Zelów) y seis rurales (Bełchatów, Drużbice, Kleszczów, Kluki, Rusiec y Szczerców). En 2011, según la Oficina Central de Estadística polaca, el distrito tenía una superficie de 967,57 km² y una población de 113 076 habitantes.